# 损害控制公司
损害控制公司，是漫威漫画中虚构的建筑公司，专门从事修复由超级英雄和超级反派冲突所造成的财产损失。

## 其他版本

### 终极宇宙
在终极宇宙中，损害控制公司也是一家建筑和拆迁公司。终极宇宙的Wrecking Crew是损害控制公司的雇员，首次亮相于《终极蜘蛛侠》＃86。后来他们退出公司并成了反派。

## 其他媒體

### 電影
- 損害控制公司在2017年電影《蜘蛛人：返校日》[2]、2021年電影《蜘蛛人：無家日》中以損害控制部名義出現。

### 電視
- 损害控制公司由本·卡林为美国广播公司改编成喜剧。[3]